# Aconitum napellus
Aconitum napellus е вид растение от семейство Лютикови (Ranunculaceae). Видът е незастрашен от изчезване.

## Разпространение
Разпространен е в Албания, Андора, Австрия, Белгия, Босна и Херцеговина, Хърватия, Чехия, Франция, Германия, Унгария, Остров Ман, Италия, Лихтенщайн, Люксембург, Полша, Португалия Румъния, Сърбия, Словакия, Словения, Испания, Швейцария, Украйна и Великобритания.